# Moment (singel)
Moment – singel belgijskiej piosenkarki Blanche. Singel został wydany 16 listopada 2018. Twórcami tekstu utworu są Ellie Delvaux, Pierre Dumoulin, Andras Vleminckx, Rich Cooper, Gilles Vogt i Liam Roth, natomiast jego produkcją zajął się Rich Cooper.
„Moment” jest utrzymany w stylu muzyki pop. Utwór był notowany na 22. miejscu na liście najlepiej sprzedających się singli w Belgii.

## Tło
W wywiadzie dla magazynu „Clash” piosenkarka wyznała, że utwór jest o: „nieustającej wewnętrznej walce, aby nauczyć się żyć w teraźniejszości, zapominając o wątpliwościach i lękach, które nas dopadają. Jeśli nie docenimy chwili to możemy tego żałować, kiedy nadejdzie nasz kres.”.

## Teledysk
Teledysk został wydany na YouTube 16 listopada 2018 i został wyreżyserowany przez Eve Mahoney, a wyprodukowany przez firmę Rattling Stick. Trwa trzy minuty i osiemnaście sekund.

## Lista utworów
- Digital download[3]

1. „Moment” – 3:19

- Digital download – Piano Version[4]

1. „Moment” (Piano Version) – 3:28

## Notowania

### Notowania tygodniowe
| Lista (2018–19)                       | Najwyższa pozycja |
| ------------------------------------- | ----------------- |
| Belgia (Ultratop 50 Singles, Walonia) | 22                |

## Historia wydania
| Region | Data              | Format                      | Wersja        | Wytwórnia       | Źródło |
| ------ | ----------------- | --------------------------- | ------------- | --------------- | ------ |
| Świat  | 16 listopada 2018 | Digital download, streaming | Original      | PIAS Recordings | [ 3 ]  |
| Świat  | 14 grudnia 2018   | Digital download, streaming | Piano Version | PIAS Recordings | [ 4 ]  |